# Sylwia Wlaźlak
Sylwia Wlaźlak, z d. Gawrysiak (ur. 24 marca 1973 w Łodzi) – polska koszykarka grająca na pozycji rozgrywającej. Mistrzyni Europy z 1999, olimpijka z Sydney (2000), dwukrotna mistrzyni Polski.

## Kariera sportowa
Karierę rozpoczęła w zespole Społem Łódź, od 1988 była zawodniczką ŁKS Łódź. Z łódzkim klubem debiutowała w II lidze w sezonie 1989/1990, zakończonym awansem do ekstraklasy. Następnie dwukrotnie zdobyła mistrzostwo Polski (1995, 1997), trzykrotnie wicemistrzostwo Polski (1991, 1996, 1998) i raz brązowy medal mistrzostw Polski (1994). W 1998 wystąpiła w półfinale Pucharu Ronchetti. Od 1999 do 2006 występowała w Polfie Pabianice, zdobywając z nią cztery tytuły wicemistrzyni Polski (2000, 2001, 2002, 2003) i brązowy medal mistrzostw Polski (2006). W latach 2006–2009 ponownie reprezentowała barwy ŁKS Łódź.
Z reprezentacją Polski juniorek zdobyła brązowy medal mistrzostw Europy (1992) i brązowy medal mistrzostw świata (1993). Z reprezentacją Polski seniorek zdobyła w 1999 mistrzostwo Europy. Wystąpiła też na mistrzostwach świata w 1994 (13 m.), igrzyskach olimpijskich w 2000 (8 m.) oraz mistrzostwach Europy w 1993 (5 m.) i 2003 (4 m.).
W 1999 odznaczona Złotym Krzyżem Zasługi.

## Osiągnięcia
Drużynowe
- Mistrzyni Polski (1995, 1997)
- Wicemistrzyni Polski (1991, 1996, 1998, 2000–2003)
- Brązowa medalistka mistrzostw Polski (1994, 2004, 2006)
- Zdobywczyni pucharu Polski (1991, 1992, 2000)
- Finalistka pucharu Polski (2004)

Indywidualne
- Uczestniczka meczu gwiazd PLKK (2001, 2002, 2003 – Starogard Gdański, 2003 – Rzeszów)
- Liderka PLKK w asystach (2007)

Reprezentacja
- Mistrzyni Europy (1999)
- Brązowa medalistka mistrzostw:
  - Europy U–18 (1992)
  - świata U–19 (1993)
- Uczestniczka:
  - igrzysk olimpijskich (2000 – 8. miejsce)
  - mistrzostw:
    - Europy:
      - 1993 – 5. miejsce, 1999, 2003  – 4. miejsce
      - świata (1994 – 13. miejsce)

  - kwalifikacji do Eurobasketu (1995, 1997)
- Liderka igrzysk olimpijskich w skuteczności rzutów wolnych (2000 – 90%)[2]